# Sztuczki
Sztuczki – polski film fabularny (obyczajowy) w reżyserii Andrzeja Jakimowskiego z 2007 roku.
Film kręcono od 15 lipca do 30 sierpnia 2006. Zdjęcia plenerowe powstały w Wałbrzychu (m.in. przy ulicy Daszyńskiego/Andersa, Niepodległości, w pobliżu wiaduktu kolejowego), w Świdnicy oraz na dworcach kolejowych w Janowicach Wielkich i Oławie.

## Fabuła
Stefek (Damian Ul) i Elka (Ewelina Walendziak) są rodzeństwem wychowywanym przez matkę (Iwona Fornalczyk) w miasteczku górniczym pod Wrocławiem. Stefek całe dnie spędza na zabawie na torach. Pewnego dnia dostrzega mężczyznę, który przypomina mu jego ojca, który porzucił rodzinę, odchodząc do innej kobiety. Chłopiec postanawia zrobić wszystko, aby rodzice znów się spotkali.

## Obsada
- Damian Ul – Stefek
- Ewelina Walendziak – Elka
- Tomasz Sapryk – Ojciec Stefka i Elki
- Iwona Fornalczyk – Matka Stefka i Elki
- Rafał Guźniczak – Jerzy
- Joanna Liszowska – Violka
- Andrzej Golejewski – Bezdomny
- Grzegorz Stelmaszewski – Turek
- Simeone Matarelli – Leone
- Marzena Kipiel-Sztuka – Matka Violki
- Katarzyna Kołeczek – dziewczyna z baru
- Jerzy Pal
- Krystyna Dmochowska – ekspedientka królowa

## Nagrody
- Złote Lwy na XXXII Festiwalu Polskich Filmów Fabularnych w Gdyni
- 56. Międzynarodowy Festiwalu Filmowym w Mannheim i Heidelbergu: Nagroda Specjalna Jury
- Złoty Orzeł 2008 najlepsza reżyseria, najlepsza drugoplanowa rola męska (Tomasz Sapryk), nagroda publiczności
- 2007: 64. Międzynarodowy Festiwal Filmowy w Wenecji: Nagroda Europa Cinemas dla najlepszego filmu europejskiego, Najlepszy Film Giornate degli Autori, Nagroda Laterna Magica
- 2007: 20. Międzynarodowy Festiwal Filmowy w Tokio: nagroda dla najlepszego aktora – Damiana Ula
- 2007: Międzynarodowy Festiwal Filmowy w Sao Paolo: Nagroda Specjalna Jury
- 2007: MFF w Tbilisi: Nagroda dla najlepszego filmu (statuetka Złotego Prometeusza)
- 2008: 25. Międzynarodowy Festiwal Filmowy Miami: Grand Prix

Źródło

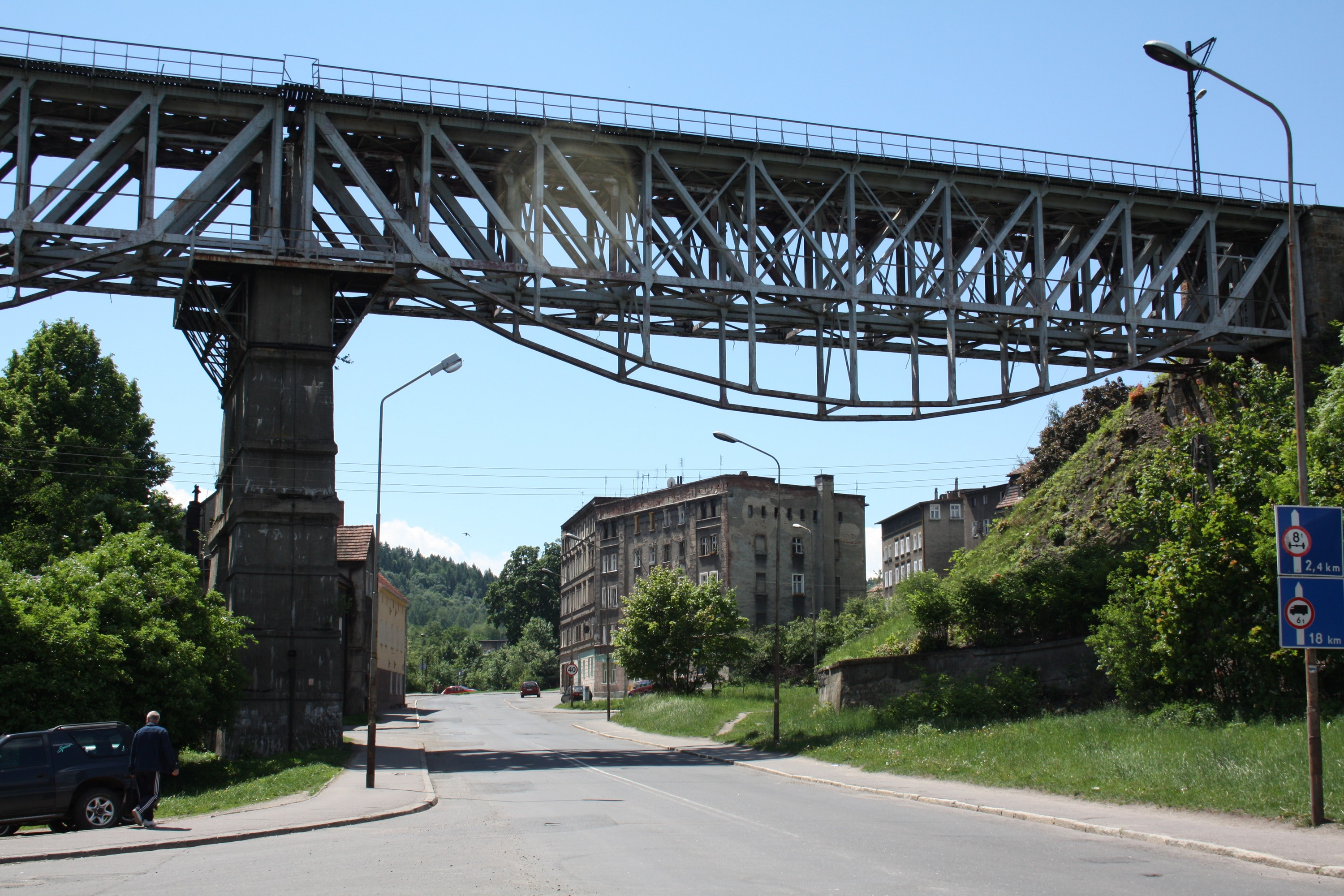
Wiadukt w Wałbrzychu
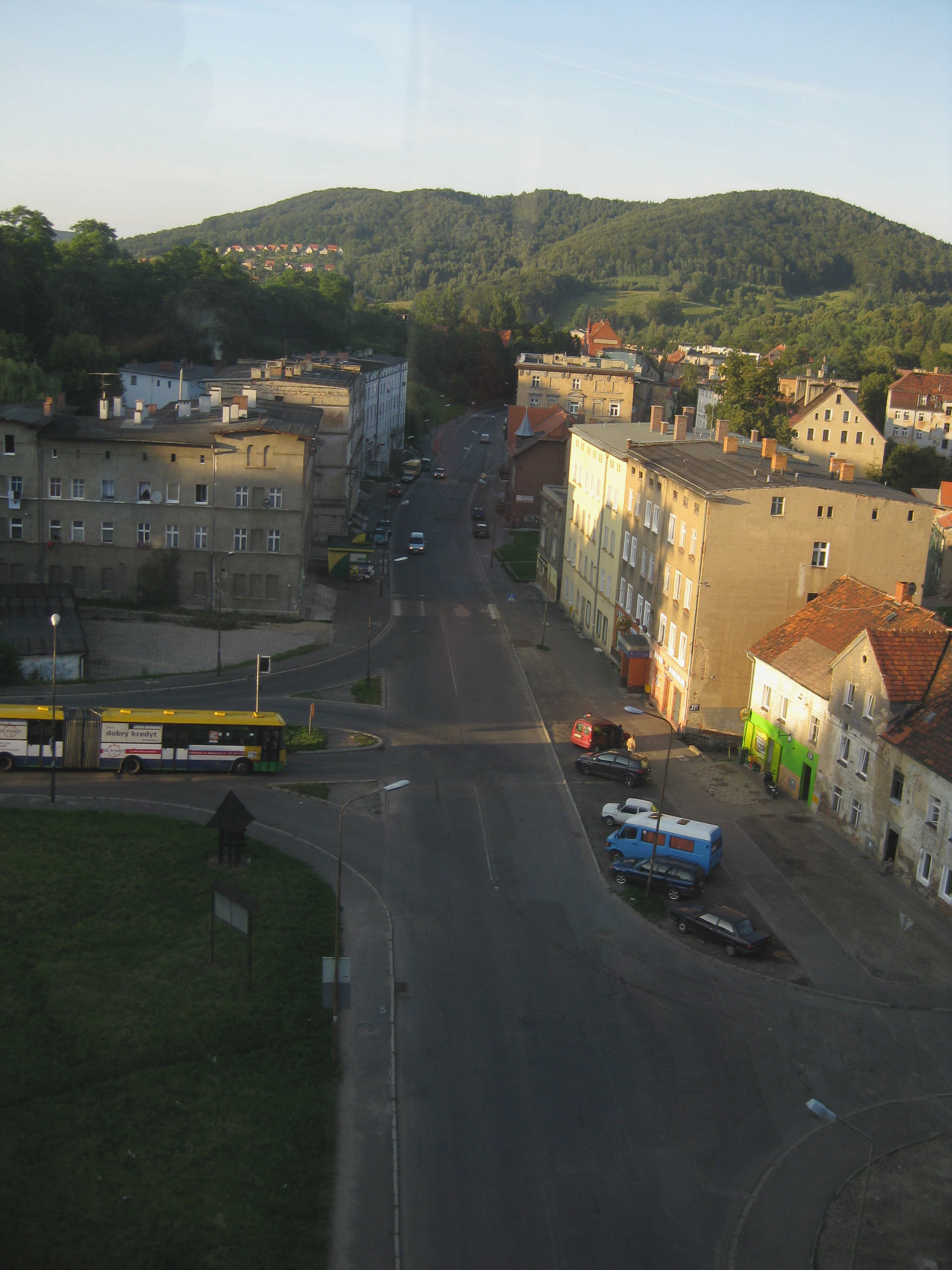
Ul. Niepodległości w Wałbrzychu